# شارع جان دارك
شارع جان دارك هو شارع من شوارع مدينة بيروت العاصمة اللبنانية. يقع الشارع في منطقة الحمرا، وهو أحد الشرايين الرئيسية التي تنطلق من بوابة الجامعة الأميركية في شارع بلس وتمتد شمالاً لتصل إلى تقاطع شارع الحمرا الرئيسي. إضافةً إلى ذلك، فإن الشارع معروف بكثرة فنادقه، كما يتزيّن بمحلات الورود المنتشرة فيه بكثافة.

## التسمية
عرف قديما «بزقاق طنطاس» ثم «بشارع شامبانيا» لينتهي اسمه عام 1919 «بشارع جان دارك» تكريماً من سلطة الانتداب الفرنسي للقديسة جان دارك.